# Zanim się obudzę
Zanim się obudzę (tytuł oryg. Before I Wake, tytuł roboczy Somnia) – amerykański film fabularny z 2016 roku, napisany przez Mike’a Flanagana i Jeffa Howarda oraz wyreżyserowany przez Flanagana. Opowiada historię ośmioletniego chłopca, którego sny i koszmary są w stanie urzeczywistniać się. W filmie w rolach głównych wystąpili Kate Bosworth, Thomas Jane oraz Jacob Tremblay. Światowa premiera projektu odbyła się 7 kwietnia 2016. 27 maja tego roku Zanim się obudzę spotkał się z dystrybucją kinową na terenie Polski.

## Fabuła
Jessie i Mark Hobsonowie adoptują kilkulatka, Cody’ego, którego poprzedni opiekunowie zginęli w niejasnych okolicznościach. Chłopiec zachwyca Hobsonów dobrymi manierami oraz inteligencją, ma też nietypowe i fascynujące pasje. Szybko okazuje się, że Cody obdarzony jest wspaniałą, choć groźną umiejętnością: jego sny i koszmary są w stanie się urzeczywistniać.

## Obsada
- Kate Bosworth − Jessie Hobson
- Thomas Jane − Mark Hobson
- Jacob Tremblay − Cody
- Annabeth Gish − Natalie
- Dash Mihok − Whelan, poprzedni opiekun Cody’ego
- Scottie Thompson − nauczycielka Cody’ego
- Justin Gordon − dr. Tennant
- Kyla Deaver − Annie
- Courtney Bell − Andrea
- Topher Bousquet − Canker Man